# Ситрусдал
Ситрусдал (африк. и англ. Citrusdal) — город на юго-западе Южно-Африканской Республики, на территории Западно-Капской провинции. Входит в состав района Уэст-Кост. Является частью местного муниципалитета Седерберг.

## История
Поселение на месте современного города было основано представителями Голландской реформатской церкви в Южной Африке в 1916 году. В 1957 году Ситрусдалу был присвоен статус муниципалитета. Название города переводится с африкаанс как «Долина цитрусов».

## Географическое положение
Город расположен в западной части провинции, на правом берегу реки Улифантс, к западу от горного хребта Мидделберх, на расстоянии приблизительно 150 километров (по прямой) к северо-северо-востоку (NNE) от Кейптауна, административного центра провинции. Абсолютная высота — 252 метра над уровнем моря.

## Климат
Климат города субтропический средиземноморский. Среднегодовое количество осадков — 334 мм. Наибольшее количество осадков выпадает в период с апреля по октябрь. Средний максимум температуры воздуха варьируется от 16,8 °C (в июле), до 30,3 °C (в феврале). Самым холодным месяцем в году является июль. Средняя минимальная ночная температура для этого месяца составляет 5,3 °C.

## Население
По данным официальной переписи 2001 года, население составляло 5023 человек, из которых мужчины составляли 48,93 %, женщины — соответственно 51,17 %. В расовом отношении цветные составляли 73,02 % от населения города, белые — 21,28 %, негры — 5,63 %; азиаты (в том числе индийцы) — 0,06 %. Наиболее распространёнными среди горожан языками были: африкаанс (94,6 %), коса (4,18 %), английский (0,9 %) и сесото (0,18 %).

Согласно данным, полученным в ходе проведения официальной переписи 2011 года, в Ситрусдале проживало 7177 человек, из которых мужчины составляли 49,27 %, женщины — соответственно 50,73 %. В расовом отношении цветные составляли 68,98 % от населения города, негры — 15,62 %; белые — 14,55 %; азиаты (в том числе индийцы) — 0,18 %, представители других рас — 0,68 %. Наиболее распространёнными среди жителей города языками являлись: африкаанс (87,51 %), коса (5,9 %), сесото (2,35 %), английский (1,9 %) и тсвана (0,84 %).

## Транспорт
К западу от города проходит национальная автотрасса N7, а через южную часть — региональное шоссе R303. Имеется железнодорожная станция. К югу Ситрусдала расположен небольшой одноимённый аэропорт (ICAO: FACI).